# Marko Zaror
Marko Zaror Aguad (Santiago, 10 de junio de 1978) es un actor, productor de cine, artista marcial, doble de riesgo, coreografo y modelo chileno, protagonista del primer largometraje chileno en el género de las artes marciales, Kiltro.

## Biografía
Su madre, una artista marcial, le inculcó desde pequeño el amor por las artes marciales. Zaror se propuso entrenar para imitar y superar a sus ídolos marciales, particularmente Bruce Lee. Sus entrenamientos los realizó durante toda su vida de forma independiente recorriendo distintas escuelas y estilos en Chile, México y Estados Unidos, donde logró habilidades sobresalientes y un acabado físico. Su recorrido marcial incluye kárate (2.º Dan), taekwondo (2.º Dan), kung fu, jiu-jitsu brasileño, lucha de sumisión y boxeo, y convirtió en su especialidad los saltos con patada de torque aéreo.
Partió a probar suerte en México y Estados Unidos, donde se hizo conocido primero por ser el doble del actor y luchador Dwayne Johnson en el filme El tesoro del Amazonas. Participar en esa gran producción de Hollywood sería solo un paso más en la incipiente carrera de Zaror. 
Ha trabajado también como modelo publicitario de una conocida marca de ropa interior masculina.
En 2007, Marko Zaror junto a María Elena Swett participó en un film de ficción llamado Mirageman, una mezcla de cine de superhéroes y artistas marciales dirigida por Ernesto Díaz Espinoza. La producción ganó la medalla de bronce a la mejor película y además el premio de reconocimiento del público en el Festival de Cine de Austin.  Zaror en sus participaciones posteriores se encasilla alternando el papel de personaje de héroe anónimo y villano en producciones internacionales, como también domésticas.
Los trabajos de 2009 de Zaror se han centrado en películas de artes marciales en Bulgaria y en la realización de Mandrill, a cargo de Images Productions, un film al estilo James Bond con locaciones en Chile y Perú.
Marko Zaror está actualmente considerado por la revista estadounidense Variety como el sucesor natural de
Jean Claude Van Damme y Steven Seagal. En 2010 interpretó al prisionero y luchador colombiano Raúl "Dolor" Quiñones en la película Undisputed III, el cual fue su primer papel en habla inglesa.
Apareció en la película Machete Kills, donde actuó junto a Danny Trejo, Charlie Sheen, Mel Gibson, Sofia Vergara, Jessica Alba y Lady Gaga, entre otros. Según el director Robert Rodriguez, el personaje de Zaror fue creado especialmente para él.
En 2014 participa en el film del género cine negro,  Redentor de Ernesto Diaz Espinoza, filmado íntegramente en Pichidangui, Chile junto a Loreto Aravena. También participó en el video de música "Confident" de Demi Lovato.
Desde 2015, Zaror sigue una dieta cetogénica con el fin de mejorar su rendimiento y desde 2016 la combina con una dieta vegetariana por motivos éticos, ambientales y de salud.
Desde 2018, Zaror ha ido escalando para así aparecer en grandes producciones dirigidas por Robert Rodriguez y Marvel Studios.

## Filmografía

### Cine
| Año  | Título                                   | Rol                         | Director(a)            |
| ---- | ---------------------------------------- | --------------------------- | ---------------------- |
| 1998 | Juan Camaney en Acapulco                 | Kaoma                       | Víctor Manuel Castro   |
| 2002 | Into the Flames                          | Max                         | Carlos Victorica Reyes |
| 2006 | Mirageman                                | Marco Gutiérrez / Mirageman | Ernesto Díaz Espinoza  |
| 2006 | Kiltro                                   | Zami                        | Ernesto Díaz Espinoza  |
| 2007 | Ángeles S.A.                             | Ángel N.º 3                 | Eduard Bosch           |
| 2009 | Chinango                                 | Braulio Bo                  | Peter Van Lengen       |
| 2009 | Mandrill                                 | Antonio Espinoza / Mandrill | Ernesto Díaz Espinoza  |
| 2010 | Undisputed III: Redemption               | Raúl 'Dolor' Quiñones       | Isaac Florentine       |
| 2010 | Mitos y leyendas: La nueva alianza       | Marimoto                    | José Luis Guridi       |
| 2013 | Machete Kills                            | Zaror                       | Robert Rodriguez       |
| 2014 | Redentor                                 | Pardo                       | Ernesto Díaz Espinoza  |
| 2016 | Sultan                                   | Marcus                      | Ali Abbas Zafar        |
| 2017 | Savage Dog                               | Rastignac                   | Jesse V. Johnson       |
| 2019 | Alita: Battle Angel                      | Ajakutty                    | Robert Rodriguez       |
| 2020 | Invincible                               | Brock Cortez                | Daniel Zirilli         |
| 2021 | Green Ghost and the Masters of the Stone | Drake                       | Michael D. Olmos       |
| 2023 | El Puño del Cóndor                       | Guerrero / Gemelo           | Ernesto Díaz Espinoza  |
| 2023 | John Wick: Chapter 4                     | Chidi                       | Chad Stahelski         |
| TBA  | 100 años: la película que nunca verás    |                             | Robert Rodriguez       |

### Televisión
| Año  | Título                                  | Rol          | Notas       |
| ---- | --------------------------------------- | ------------ | ----------- |
| 2007 | Casado con hijos                        | Él mismo     | 2 episodios |
| 2016 | Gamer's Guide to Pretty Much Everything | Diablo N.º 2 | 1 episodio  |
| 2016 | From Dusk till Dawn: The Series         | Zolo         | 3 episodios |
| 2017 | Marvel's The Defenders                  | Shaft        | 1 episodio  |